# Варін (Німеччина)
Варін (нім. Warin) — місто в Німеччині, розташоване в землі Мекленбург-Передня Померанія. Входить до складу району Північно-Західний Мекленбург. Складова частина об'єднання громад Нойклостер-Варін.
Площа — 44,26 км2. Населення становить 3239 ос. (станом на 31 грудня 2020).

## Галерея

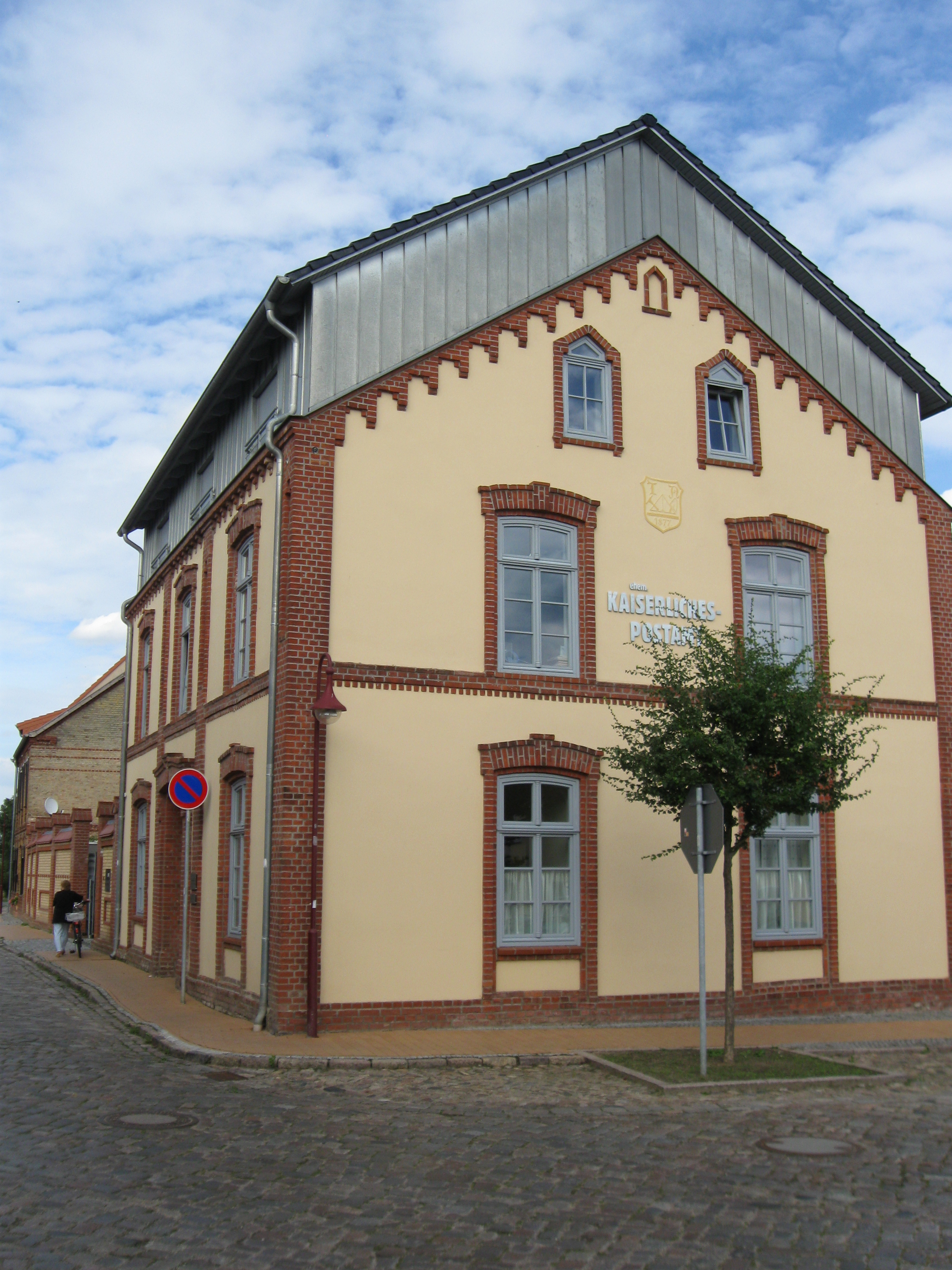
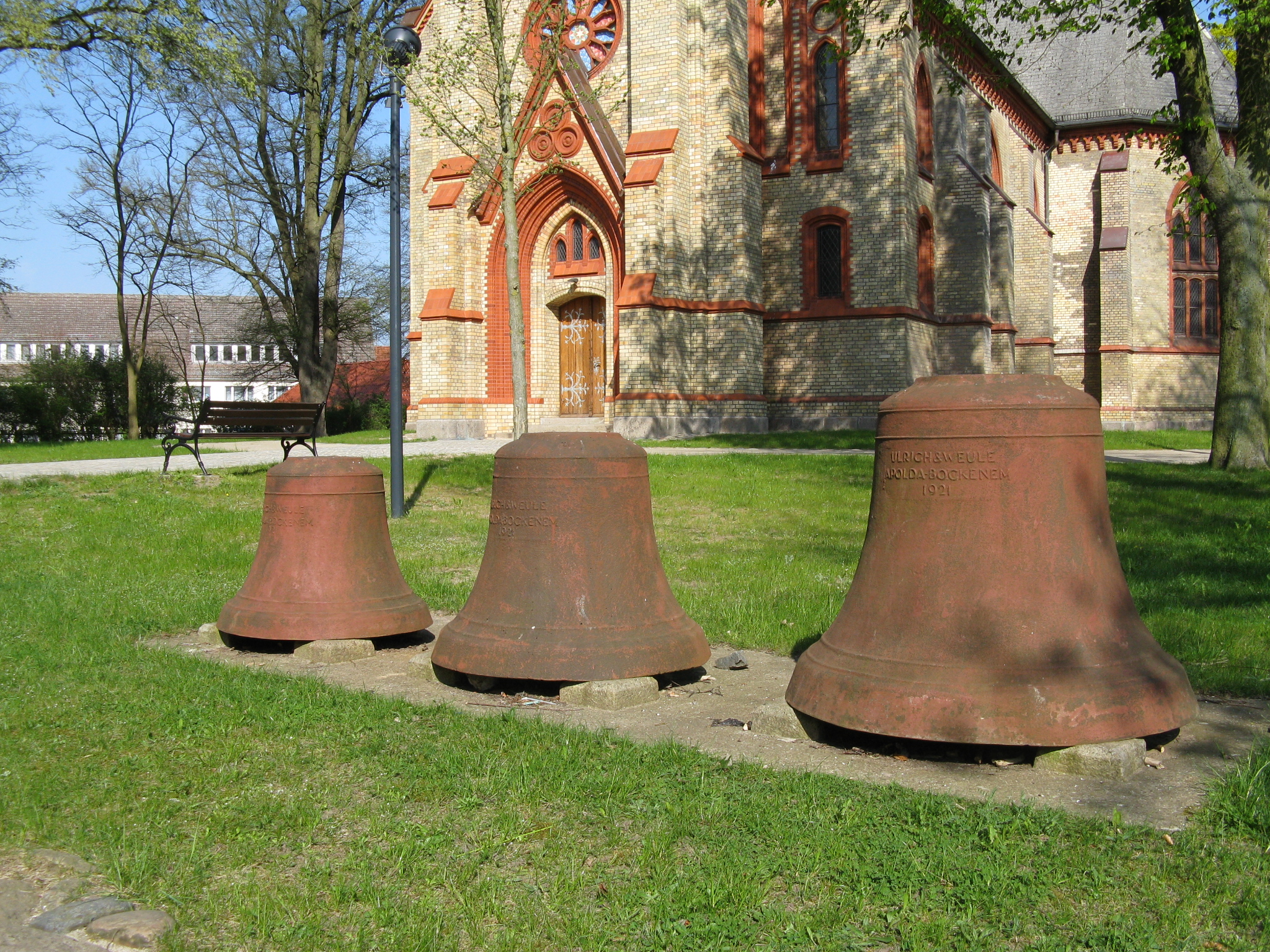
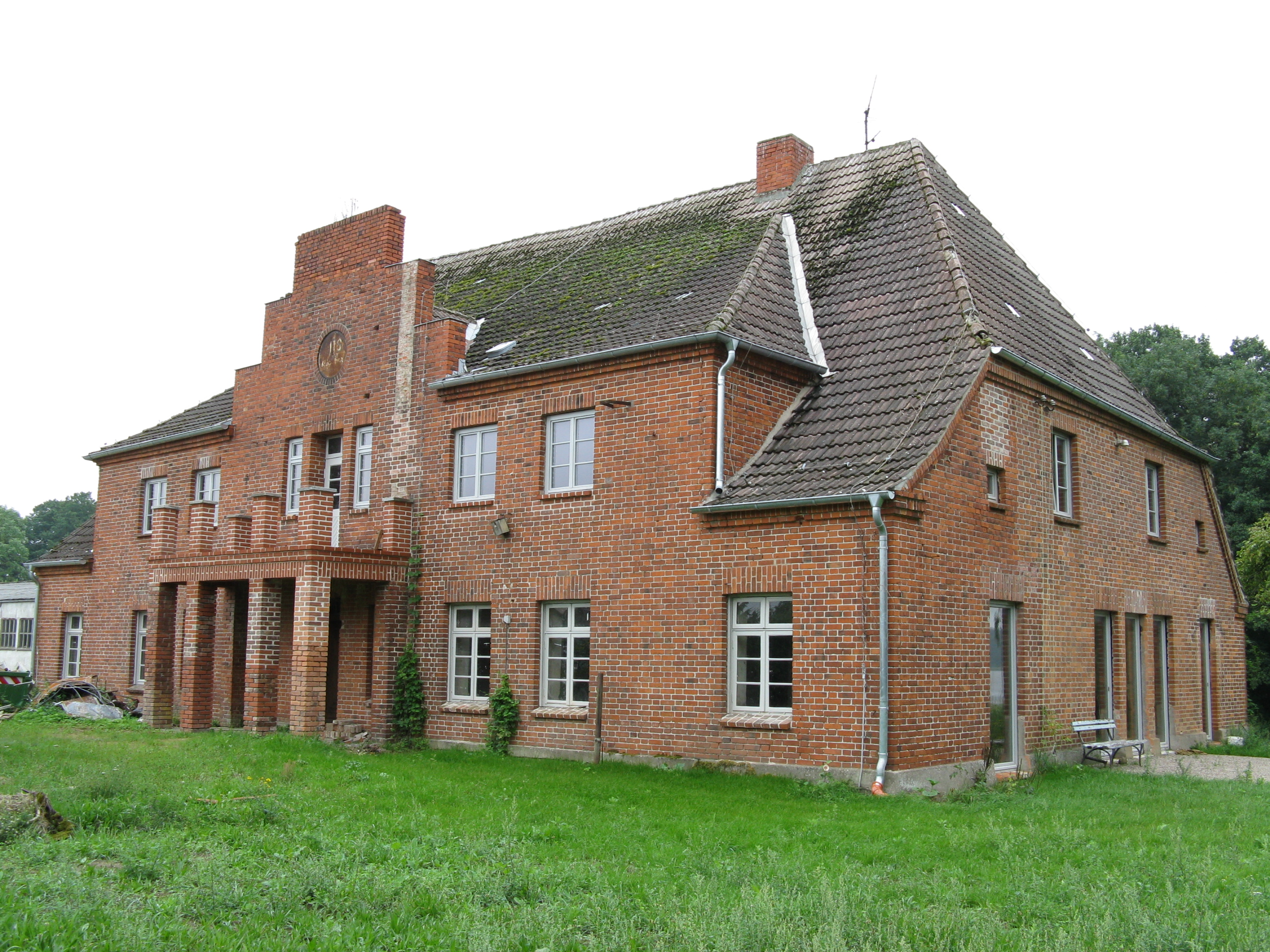
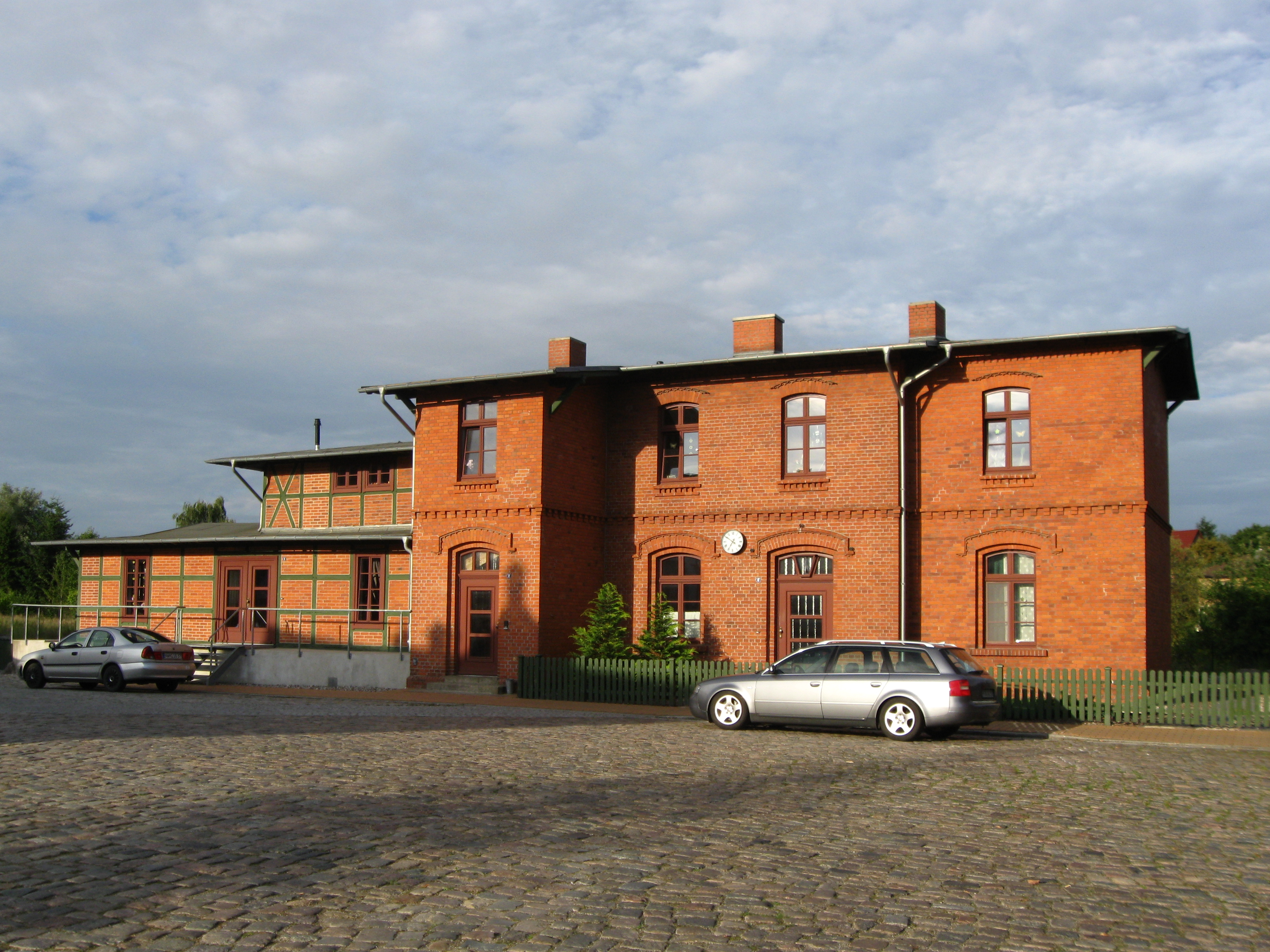
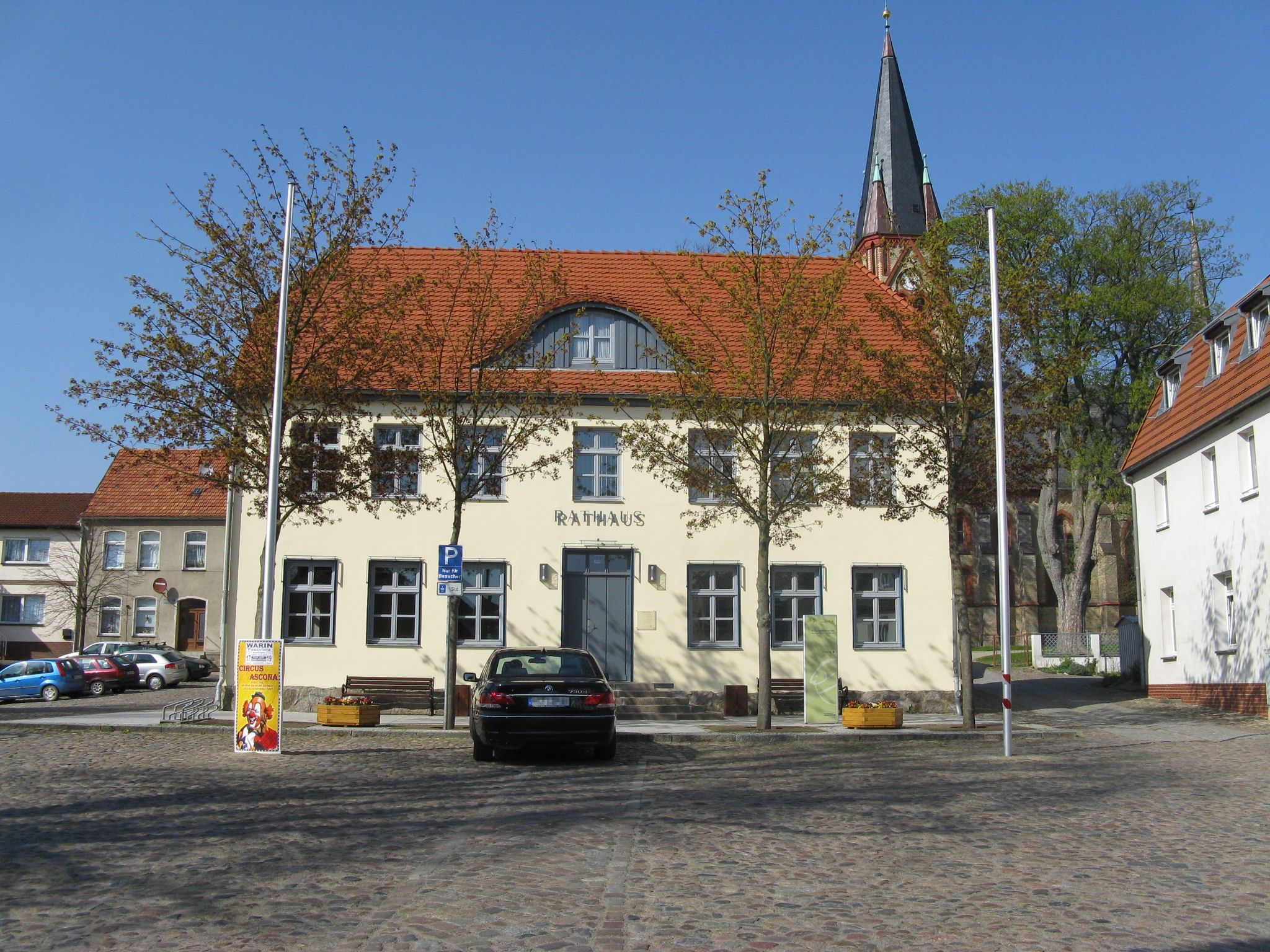
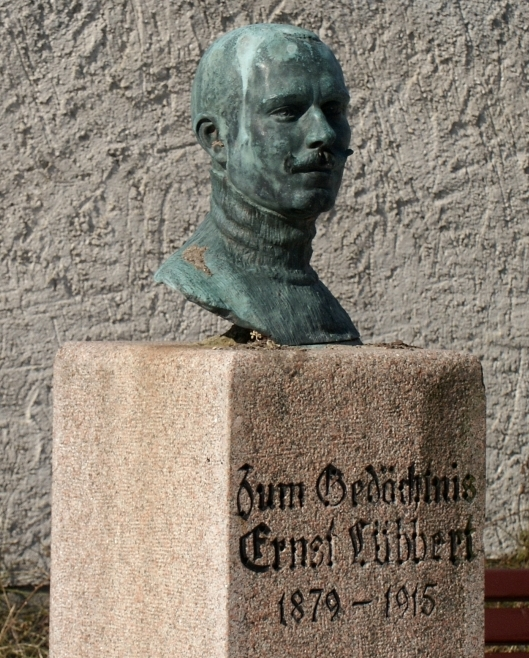